# Anatole Broyard
Anatole Paul Broyard (New Orleans, 16 luglio 1920 – Boston, 11 ottobre 1990) è stato uno scrittore, critico letterario e editore statunitense di New Orleans che ha lavorato per il New York Times. Oltre a numerosi articoli e recensioni pubblicò racconti, saggi e altre opere durante la sua vita. Le sue opere autobiografiche, Intoxicated by My Illness (1992) e Kafka Was the Rage: A Greenwich Village Memoir (1993), furono pubblicate dopo la sua morte. Si trasferì nel quartiere di Brooklyn a New York con la sua famiglia durante la sua infanzia. Sua figlia Bliss Broyard, scrittrice, ha a sua volta scritto e rilasciato interviste sulle complesse vicende della sua famiglia.
Diversi anni dopo la sua morte Broyard (che era creolo) divenne oggetto di polemiche e speculazioni quando fu rivelato che da adulto era arrivato a rinnegare le proprie radici per abbracciare la cultura "bianca" (nell'America multietnica questa tendenza da parte di alcuni rappresentanti di etnie considerate "inferiori" ha tuttora le dimensioni di un fenomeno sociologico di ampia portata noto con il nome di "passing"). Questo accadde quando trasferitosi al Greenwich Village, dove c'erano già altri aspiranti scrittori e artisti che avevano optato per il "passing", decise di voler essere giudicato come scrittore, piuttosto che come "scrittore di colore", benché alcuni amici riferirono di aver sempre saputo che avesse ascendenze afroamericane.
Oltre al fatto che a posteriori le sue posizioni vennero ritenute un "tradimento" della sua cultura d'origine, Broyard venne criticato da alcune figure di spicco dei gruppi afroamericani che si battevano per la parità dei diritti civili secondo l'assunto che egli aveva agito come individuo durante un periodo in cui al contrario si veniva affermando la necessità di un'azione politica collettiva in seno alle comunità afroamericane.
Al contrario, alla fine del XX secolo, i sostenitori della cultura multietnica citarono Broyard come esempio di qualcuno che insisteva sul concetto di un'identità razziale svincolata dall'ascendenza etnica o dall'appartenenza a un "profilo genetico" prima che questo principio divenisse ampiamente condiviso negli Stati Uniti.

## Biografia
Anatole Broyard nacque nel 1920 a New Orleans, in Louisiana, da una famiglia creola, figlio di Paul Anatole Broyard, falegname e operaio edile, e sua moglie Edna Miller, nessuno dei quali aveva terminato la scuola elementare. Broyard discendeva (anche) da schiavi che erano stati affrancati e classificati come "persone libere di colore" prima della guerra civile. Il primo Broyard registrato in Louisiana era un colono francese che vi si era stabilito a metà del diciottesimo secolo. Anatole era il secondo di tre figli; lui e sua sorella Lorraine, di due anni più grande, avevano la pelle chiara, con tratti europei. La loro sorella minore, Shirley, che alla fine sposò Franklin Williams, un avvocato e leader dei diritti civili, aveva la pelle più scura e lineamenti più marcati.
Durante la sua infanzia, in seguito alla Grande Depressione, la sua famiglia si trasferì da New Orleans a New York City, nell'ambito della Grande Migrazione degli afroamericani verso le città industriali del nord. Suo padre pensava che ci fossero più opportunità di lavoro in quella città.
Secondo sua figlia, Bliss Broyard, "Mia madre ci ha raccontato che quando mio padre viveva a Brooklyn, dove la sua famiglia si era trasferita quando lui aveva sei anni, fu subito preso di mira sia dai bambini bianchi che dai neri. I ragazzi neri lo prendevano in giro perché sembrava bianco, e i ragazzi bianchi lo rifiutavano perché sapevano che la sua famiglia era nera. Tornava a casa da scuola con la giacca strappata e i suoi genitori nemmeno gli chiedevano cosa fosse successo. Secondo mia madre, se lui non ci ha parlato del suo background razziale è perché voleva evitare che i suoi figli passassero quello che aveva passato lui. "
Vivevano in una comunità operaia ed etnicamente mista, a Brooklyn. Essendo cresciuto nella comunità creola del quartiere francese, Broyard sentiva di avere poco in comune con i neri nativi di Brooklyn. Vide i suoi genitori scegliere di fare "passing" come bianchi per trovare lavoro, poiché suo padre riteneva che il sindacato dei falegnami fosse discriminatorio dal punto di vista razziale. Al liceo, il giovane Broyard si interessò alla vita artistica e culturale; sua sorella Shirley riferì che era l'unico della famiglia con tali interessi.
Come scrisse l'editore Brent Staples nel 2003, "Anatole Broyard voleva essere uno scrittore, non solo uno 'scrittore negro' relegato in fondo all'autobus letterario". Lo storico Henry Louis Gates, Jr. scrisse: "Per come la vedeva, non voleva scrivere di amore nero, passione nera, sofferenza nera, gioia nera; voleva scrivere di amore, passione, sofferenza e gioia".
Broyard riuscì a far pubblicare alcuni racconti durante gli anni Quaranta. Iniziò a studiare al Brooklyn College prima che gli Stati Uniti entrassero nella seconda guerra mondiale. Quando si arruolò nell'esercito le forze armate erano sottoposte a segregazione, e nessun afroamericano ricopriva la carica di Ufficiale. Venne tuttavia classificato come "bianco" all'arruolamento e colse l'occasione per entrare e completare con successo la scuola per ufficiali. Durante il suo servizio, Broyard fu promosso al grado di Capitano.
Dopo la guerra, Broyard mantenne il suo "status" di uomo bianco. Staples disse che:

Broyard sfruttò il GI Bill per studiare alla New School for Social Research di Manhattan. Si stabilì nel Greenwich Village, dove entrò a far parte della sua vita artistica e letteraria bohémien. Con i soldi risparmiati durante la guerra, rilevò e gestì una libreria per un certo periodo. Come descrisse in un articolo del 1979:
Broyard non si identificava con la comunità nera e non ne appoggiava le lotte politiche. Sotto la spinta della sua ambizione artistica, in alcune circostanze rifiutò addirittura di ammettere di essere parzialmente nero. D'altra parte, Margaret Harrell scrisse che a lei e ad altri conoscenti fu casualmente riferito che si trattava di uno scrittore nero prima di incontrarlo, senza che attorno alla notizia ci fosse alcun riserbo, e -in definitiva- che fosse parzialmente nero era ben noto nella comunità letteraria e artistica del Greenwich Village già dall'inizio degli anni '60.
Durante gli anni '40, Broyard pubblicò racconti su Modern Writing, Discovery e New World Writing, tre importanti "piccole riviste" in formato tascabile. Contribuì altresì con articoli e saggi su Partisan Review, Commentary, Neurotica e New Directions Publishing. Le sue storie vennero incluse in due antologie di narrativa dedicate agli scrittori Beat, movimento con il quale Broyard non si è mai identificato.
Benché occasionalmente corresse la voce che stesse lavorando a un romanzo, non ne pubblicò mai uno. Dopo gli anni '50, Broyard cominciò a insegnare scrittura creativa alla New York University e alla Columbia University, oltre alla consueta attività di recensione di libri: per quasi quindici anni, Broyard scrisse recensioni quotidiane per il New York Times. L'editore John Leonard disse: "Una recensione favorevole è un atto di seduzione, e quando lo faceva lui [Broyard] non c'era nessuno di migliore".
Alla fine degli anni '70, Broyard iniziò a pubblicare brevi saggi personali sul Times, che molti estimatori considerano tra i suoi migliori lavori. Questi sono stati raccolti in Men, Women and Anti-Climaxes, pubblicato nel 1980. Nel 1984 Broyard si vide assegnare una rubrica sulla Book Review, per la quale lavorò anche come editore. Era tra quelli considerati i "portinai" nel mondo letterario di New York, le cui opinioni positive erano fondamentali per il successo di uno scrittore.

## Vita privata
Broyard sposò in prime nozze Aida Sanchez, una donna portoricana, che gli diede una figlia, Gala. Divorziarono dopo che Broyard tornò dal servizio militare dopo la seconda guerra mondiale .
Nel 1961, all'età di 40 anni, Broyard si sposò di nuovo, con Alexandra (Sandy) Nelson, una giovane ballerina di danza moderna di origini norvegesi-americane. Ebbero due figli: Todd, nato nel 1964, e Bliss, nata nel 1966. I Broyard educarono i loro figli come bianchi, nel Connecticut, glissando perentoriamente sulle origini creole del padre. Quando furono adulti, Sandy esortò il marito a parlare loro della sua famiglia (e della loro). Broyard rifiutò.
Poco prima di morire, Broyard scrisse una dichiarazione che alcune persone in seguito hanno considerato come il suo "testamento spirituale". Spiegando perché gli mancava così tanto il suo amico, lo scrittore Milton Klonsky, con il quale parlava tutti i giorni, Broyard scrisse che dopo la morte di Milton, "nessun altro mi parlò più da pari a pari". Sebbene i detrattori abbiano inquadrato la questione dell'identità di Broyard come una questione "razziale", ricollegandola quindi a un suo eventuale senso di inadeguatezza per non essere "totalmente bianco", è possibile che Broyard anelasse più che altro all'uguaglianza e accettazione personali, rifiutandosi di prendere anche solo in considerazione altri aspetti: allo stesso modo non voleva essere ammirato, poiché credeva che l'adulazione mascherasse il vero essere umano.
Sandy raccontò di propria iniziativa ai loro figli il segreto del padre prima della sua morte. Broyard morì nell'ottobre 1990 di un cancro alla prostata, che gli era stato diagnosticato nel 1989. La sua prima moglie e suo figlio non furono menzionati nel suo necrologio del New York Times.

## Riferimenti culturali
Il romanziere Chandler Brossard, che ha conosciuto Broyard alla fine degli anni Quaranta, ha basato un personaggio su di lui nel suo primo romanzo, Who Walk in Darkness (1952). Dopo che il manoscritto fu presentato alla New Directions Publishing, il poeta Delmore Schwartz lo lesse e informò Broyard che il personaggio di Henry Porter era evidentemente ispirato a lui; Broyard minacciò una causa legale a meno che la battuta di apertura del romanzo non fosse cambiata. Inizialmente diceva "La gente diceva che Henry Porter era un negro che aveva fatto passing", che Brossard cambiò con riluttanza in "La gente diceva che Henry Porter era un figlio illegittimo". Brossard ripristinò tuttavia la frase originale per un'edizione tascabile del 1972.
Il romanziere William Gaddis, che a sua volta conosceva Broyard dalla fine degli anni Quaranta, ha modellato un personaggio di nome "Max" su Broyard nel suo primo romanzo, The Recognitions (1955).
Data la statura di Broyard nel mondo letterario e le discussioni sulla sua vita dopo la sua morte, numerosi critici letterari, come Michiko Kakutani, Janet Maslin, Lorrie Moore, Charles Taylor, Touré e Brent Staples, hanno fatto paragoni tra il personaggio di Coleman Silk in The Human Stain di Philip Roth (2000) e Broyard.
Roth ha dichiarato in un'intervista del 2008, tuttavia, che Broyard non era la sua fonte di ispirazione. Ha spiegato di aver appreso degli antenati neri e delle scelte di Broyard solo dall'articolo di Gates sul New Yorker, pubblicato mesi dopo che aveva già iniziato a scrivere il romanzo. E in una lettera aperta ha specificato che la sua fonte di ispirazione per il personaggio era Melvin Tumin, un amico di lunga data.

## Divulgazione
Nel 1996, sei anni dopo la morte di Broyard, Henry Louis Gates criticò lo scrittore, in un pezzo intitolato "White Like Me" sul New Yorker, per aver tenuto nascoste le sue origini. Gates riprese il discorso, ampliandolo, nel suo saggio "The Passing of Anatole Broyard", pubblicato l'anno successivo nel suo Thirteen Ways of Looking at a Black Man (1997). Gates sentiva che Broyard aveva ingannato amici e parenti "facendosi passare" per bianco, ma capiva anche la sua ambizione letteraria. Scrisse,
benché la traduzione in italiano non renda l'efficacia dell'originale, dove i termini "darkness" e "whiteness" significano anche rispettivamente "oscurità" e "chiarezza".
Nel 2007, la figlia di Broyard, Bliss, ha pubblicato un libro di memorie, One Drop: My Father's Hidden Life: A Story of Race and Family Secrets. Il titolo fa riferimento alla "Regola della goccia" (one drop): un principio sancito dalla legge americana e socialmente incoraggiato secondo cui era da considerarsi nero chiunque avesse anche un solo antenato nero accertabile (anche solo una goccia di sangue, appunto). Una volta trasformato in legge nella maggior parte degli stati meridionali all'inizio del ventesimo secolo, ebbe come ovvia conseguenza la netta divisione della società in due gruppi, bianchi e neri. Il suo libro esplora i suoi viaggi psicologici e fisici mentre incontra i membri della famiglia allargata di suo padre a New York, New Orleans e sulla costa occidentale, e sviluppa idee sulla propria identità e vita.

## Opere
- 1954, "What the Cystoscope Said", rivista Discovery; questo è uno dei suoi racconti più noti,[7] incluso anche in Intoxicated by My Illness (1992)

### Libri
- 1974, Aroused By Books, recensioni raccolte, pubblicato da Random House
- 1980, Men, Women and Other Anticlimaxes, raccolta di saggi, pubblicata da Methuen
- 1992, Intoxicated by My Illness: and Other Writings on Life and Death
- 1993, Kafka Was the Rage: A Greenwich Village Memoir